# زبان همه‌منظوره
زبان همه‌منظوره به یک زبان رایانه‌ای گفته می‌شود که در دامنه‌های مختلفی کاربرد دارد و فاقد قابلیت‌هایی ویژه برای دامنه‌های خاص است. این نوع زبان در مقابل زبان خاص دامنه (DSL) است که ویژهٔ یک دامنه خاص است.
مرزهای این تقسیم‌بندی مشخص و قطعی نیست، یک زبان ممکن است قابلیت‌هایی برای یک دامنه خاص داشته باشد با این حال به‌طور گسترده تری در دامنه‌های دیگر نیز استفاده شود و با بالعکس، زبانی ممکن است خاص یک دامنه نباشد ولی در عمل معمولاً برای یک دامنه خاص استفاده می‌شود.

## انواع
انواع زبان‌های همه‌منظوره عبارتند از:
- زبان نشانه‌گذاری مانند XML
- زبان مدل‌سازی همه‌منظوره مانند UML
- زبان برنامه‌نویسی همه‌منظوره مانند جاوا، سی یا سی پلاس‌پلاس